# Kühried

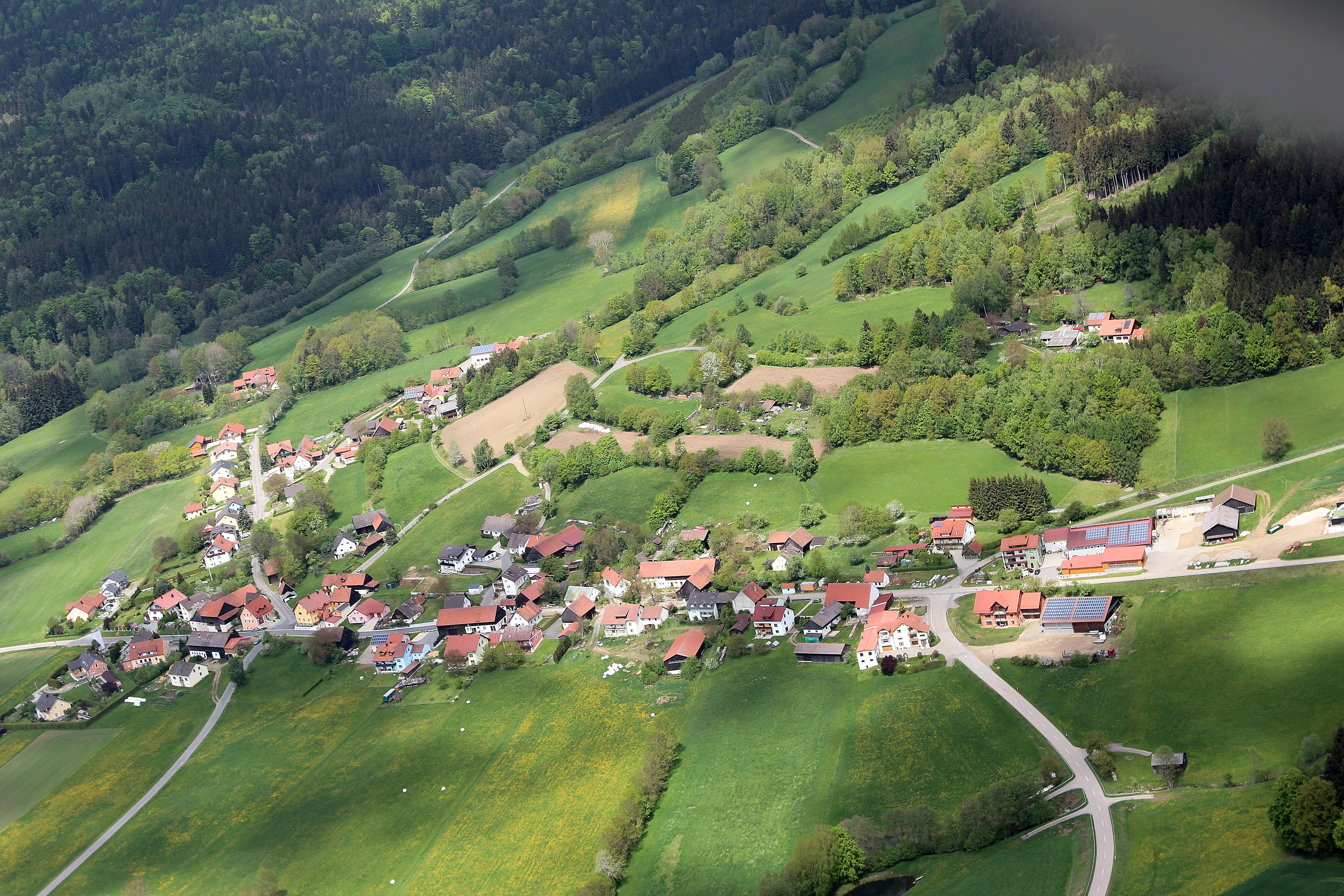
Kühried (2015)

Kühried war vormals eine eigenständige Gemeinde. Um 1860 erfolgte der Anschluss an die Gemeinde Wildstein. Diese wurde am 1. Januar 1972 auf freiwilliger Basis in die Gemeinde Teunz im Landkreis Schwandorf eingegliedert. Im Zuge der Gebietsreform kam die Gemeinde Teunz am 1. Juli 1972 zum neu gegründeten Großlandkreis Schwandorf. Seit dem 1. Januar 1974 sind die Gemeinden Teunz, Gleiritsch, Niedermurach und Winklarn in der Verwaltungsgemeinschaft Oberviechtach zusammengeschlossen.

## Geografie
Kühried liegt in der Region Oberpfalz-Nord im nordöstlichen Teil des Landkreises Schwandorf südlich der Erhebung „Wildenstein“, auf dem sich die Reste des Burgstalls Wildstein befinden. Der Ort, auf 580 m Höhe gelegen, ist über die Kreisstraße SAD 43 Teunz – Fuchsberg – Kühried – Wildstein zu erreichen.

## Geschichte
Kühried wurde 1285 im Herzogsurbar als Besitz von Herzog Ludwig II. von Oberbayern erstmals schriftlich erwähnt.
Zum Stichtag 23. März 1913 (Osterfest) wurde Kühried als Teil der Pfarrei Pullenried, Filialkirche Wildeppenried, mit 26 Häusern und 135 Einwohnern aufgeführt.
Am 31. Dezember 1990 hatte Kühried 165 Einwohner und gehörte zur Expositur Wildeppenried der Pfarrei Pullenried.

## Gemeindebildung

### Gemeinde Kühried
Das Königreich Bayern wurde 1808 in 15 Kreise eingeteilt. Diese Kreise wurden nach französischem Vorbild nach Flüssen benannt (Naabkreis, Regenkreis, Unterdonaukreis usw.). Die Kreise gliederten sich in Landgerichtsbezirke. Die Bezirke wiederum sollten in einzelne Gemeindegebiete eingeteilt werden.
Die Gemeinde Kühried war seit 1820/21 Bestandteil des Landgerichts Neunburg vorm Wald. Zur politischen Gemeinde Kühried gehörten die Ortschaften Kühried mit 23 Familien, Burkhardsberg mit 9 Familien, Gutenfürst mit 14 Familien, die Höcherlmühle, Hebermühle und Kührieder-Mühle mit jeweils einer Familie.

### Angliederung der Gemeinde Wildstein an Kühried
Am 20. März 1830 erfolgte in beiderseitigem Einvernehmen die Angliederung der Gemeinde Wildstein mit 31 Familien an die Gemeinde Kühried mit 42 Familien. Da in der Folgezeit „die Kührieder nicht Wildsteiner und die Wildsteiner nicht Kührieder heißen wollten“, startete man auf Wildsteiner Seite den Versuch, die Gemeindeverbindung wieder aufzulösen. 1840 kam es zur Bildung „eines Landgerichts I. Klasse in Oberviechtach“. Das Landgericht Oberviechtach stimmte dem Ersuchen der Wildsteiner zu, die Regierung weigerte sich wegen der höheren Kosten für die Verwaltung, die Gemeinden zu trennen.

### Auflösung der Gemeinde Kühried
Spätestens 1861 war Wildstein wieder eigenständige Gemeinde, zu der Kühried gehörte. Am 1. Januar 1972 kam es zur Auflösung der Gemeinde Wildstein. Seit dem 1. Januar 1974 sind die Gemeinden Teunz, Gleiritsch, Niedermurach und Winklarn in der Verwaltungsgemeinschaft Oberviechtach zusammengeschlossen.

## Bildung

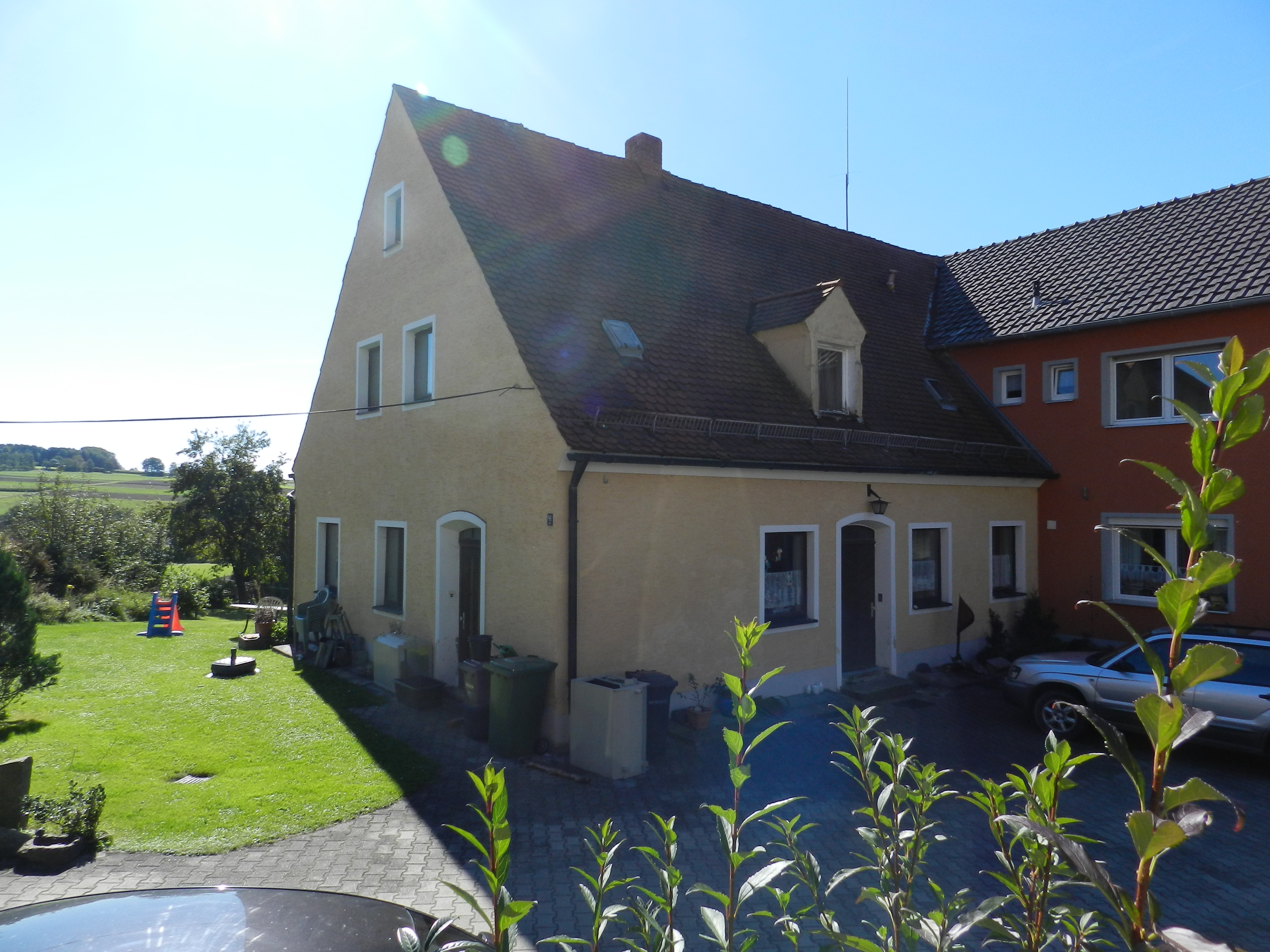
Altes Schulhaus

### Schulgeschichte
Mit der Einführung der allgemeinen Schulpflicht in Bayern kam es zum Bau eines Schulhauses in Kühried, das die Kinder aus dem Gemeindegebiet von Kühried besuchten. Teilweise erfolgte der Unterricht auch im benachbarten Wildeppenrieth. Aufgrund rückläufiger Schülerzahlen erfolgte 1965 die Auflösung der Schule Kühried. Anfangs weigerte man sich, die Kinder nach Teunz zu schicken. Da kein Lehrer für Kühried abgestellt war, erfolgte der Unterricht durch eine Privatperson. Der Widerstand hatte aber keinen Erfolg. Seit dem Schuljahr 1965/66 besuchten die Kührieder Schüler die Volksschule in Teunz.

### Schulsituation heute
Vorschulkinder sind im Kindergarten in Teunz untergebracht. Die Schüler aus Kühried besuchen die Grundschule in Teunz und die Doktor-Eisenbarth-Mittelschule in Oberviechtach. Eine Realschule findet sich in Nabburg, eine Wirtschaftsschule in Weiden und Gymnasien in Oberviechtach, Nabburg und Weiden. Der Schulweg kann nur mit Bussen zurückgelegt werden.

## Vereine
- Freiwillige Feuerwehr Kühried
- Obst- und Gartenbauverein Kühried

## Kultur und Sehenswürdigkeiten
Nördlich des Ortes auf dem Wildenstein stehen die Reste der Burg Wildstein.
Richtung Kühriedermühle steht die 1983 erbaute Kapelle St. Johannes der Täufer.
Durch Kühried verläuft der Burgenweg. Vom in nordöstlicher Richtung 2 km entfernten Wildstein kommt der Fränkische Jakobsweg, der mit einer weißen Muschel auf hellblauem Grund markiert ist. Nächste Ortschaft am Fränkischen Jakobsweg ist das 1 km südlich von Kühried liegende Burkhardsberg.

## Bildergalerie

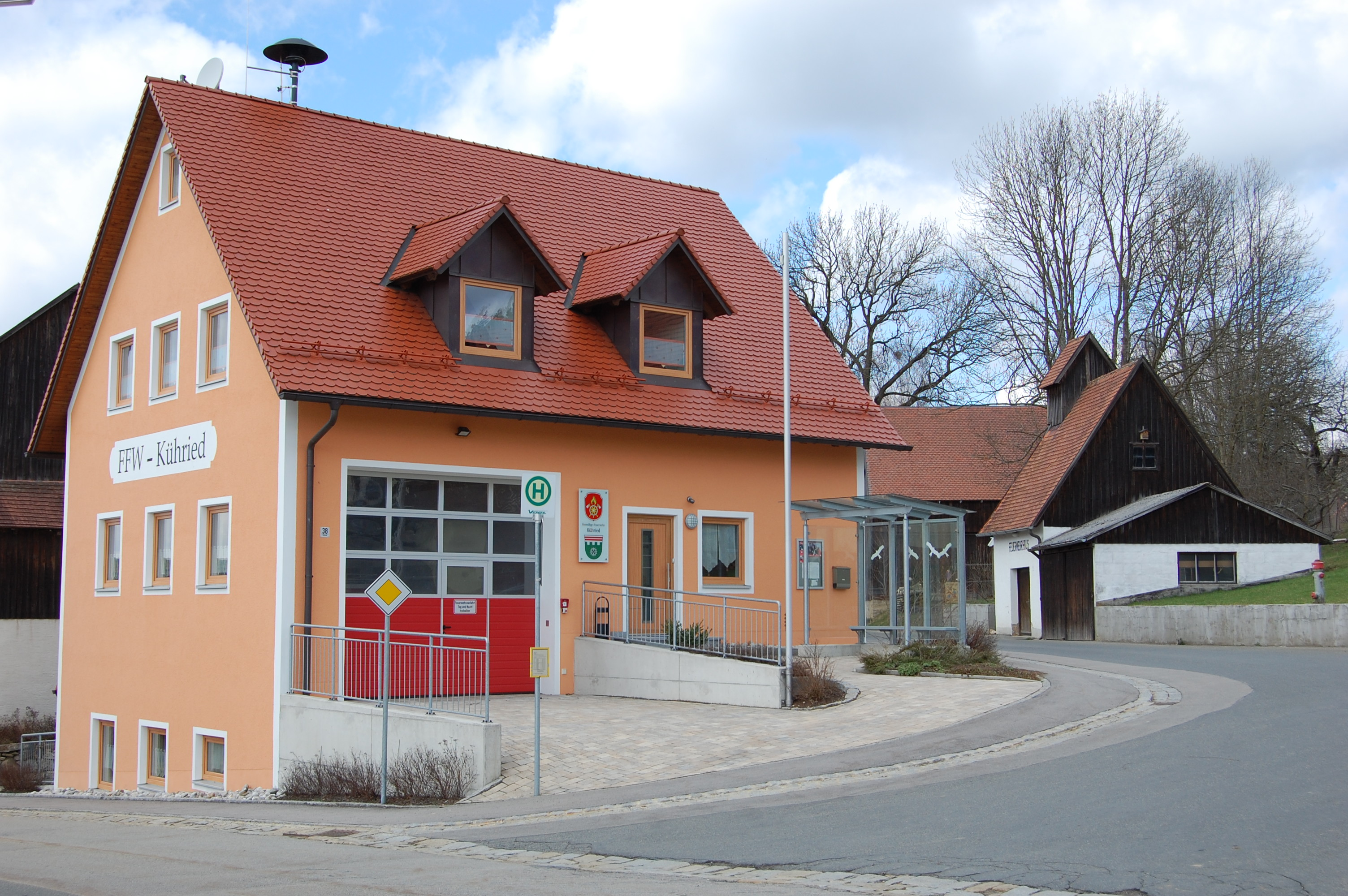
Feuerwehrhaus (2010)
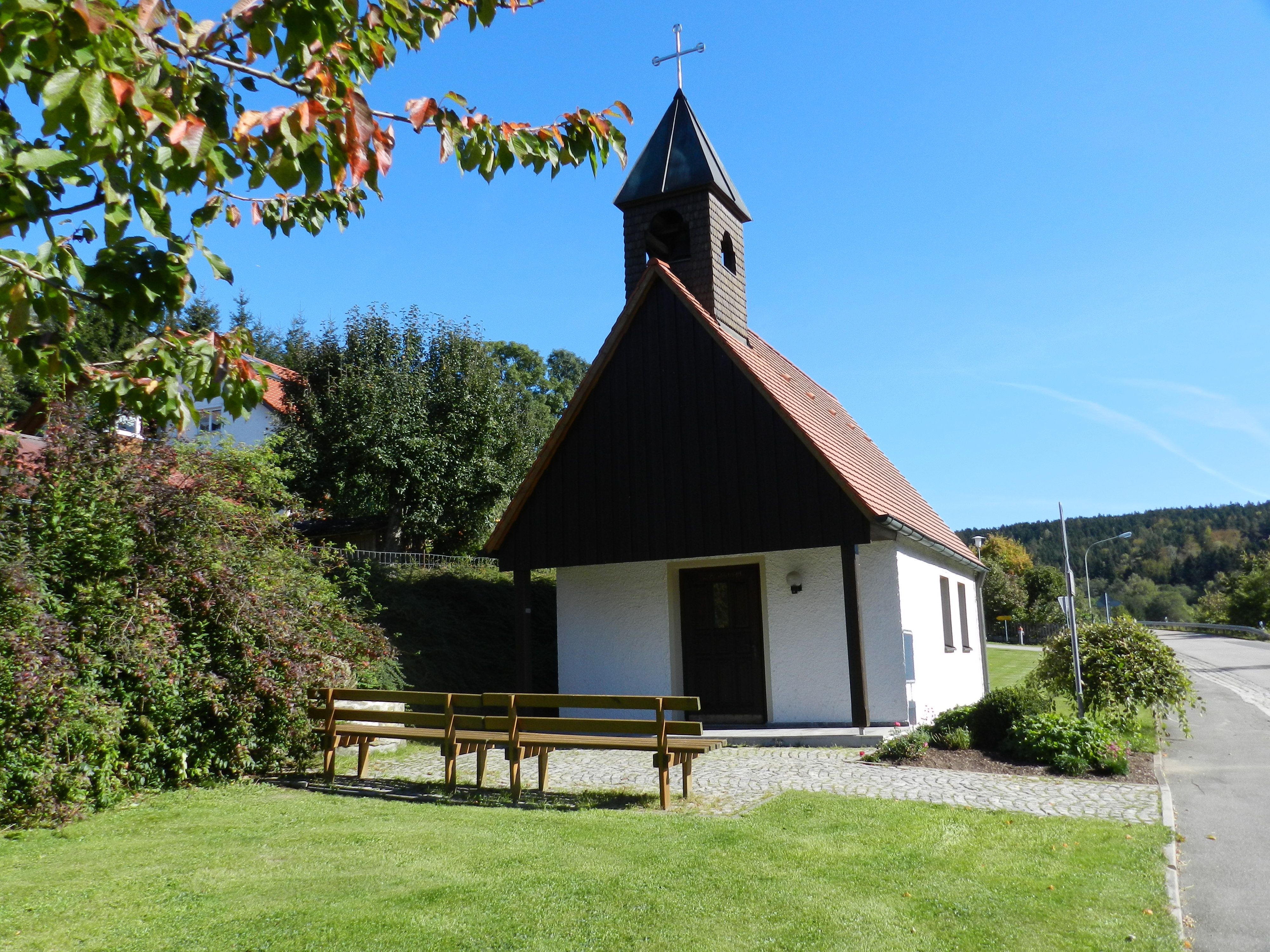
Dorfkapelle Kühried (2011)
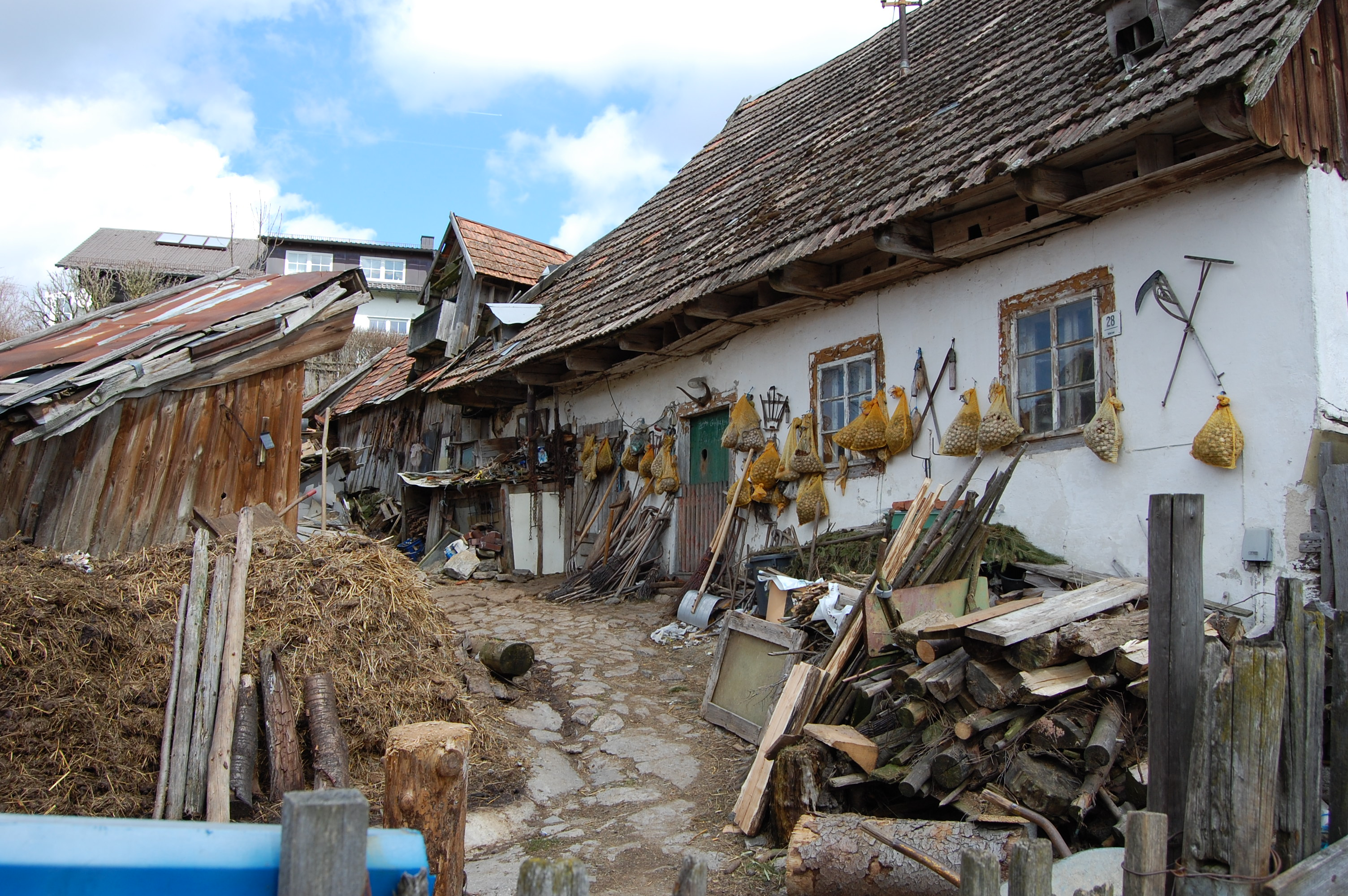
Kühried (2010)
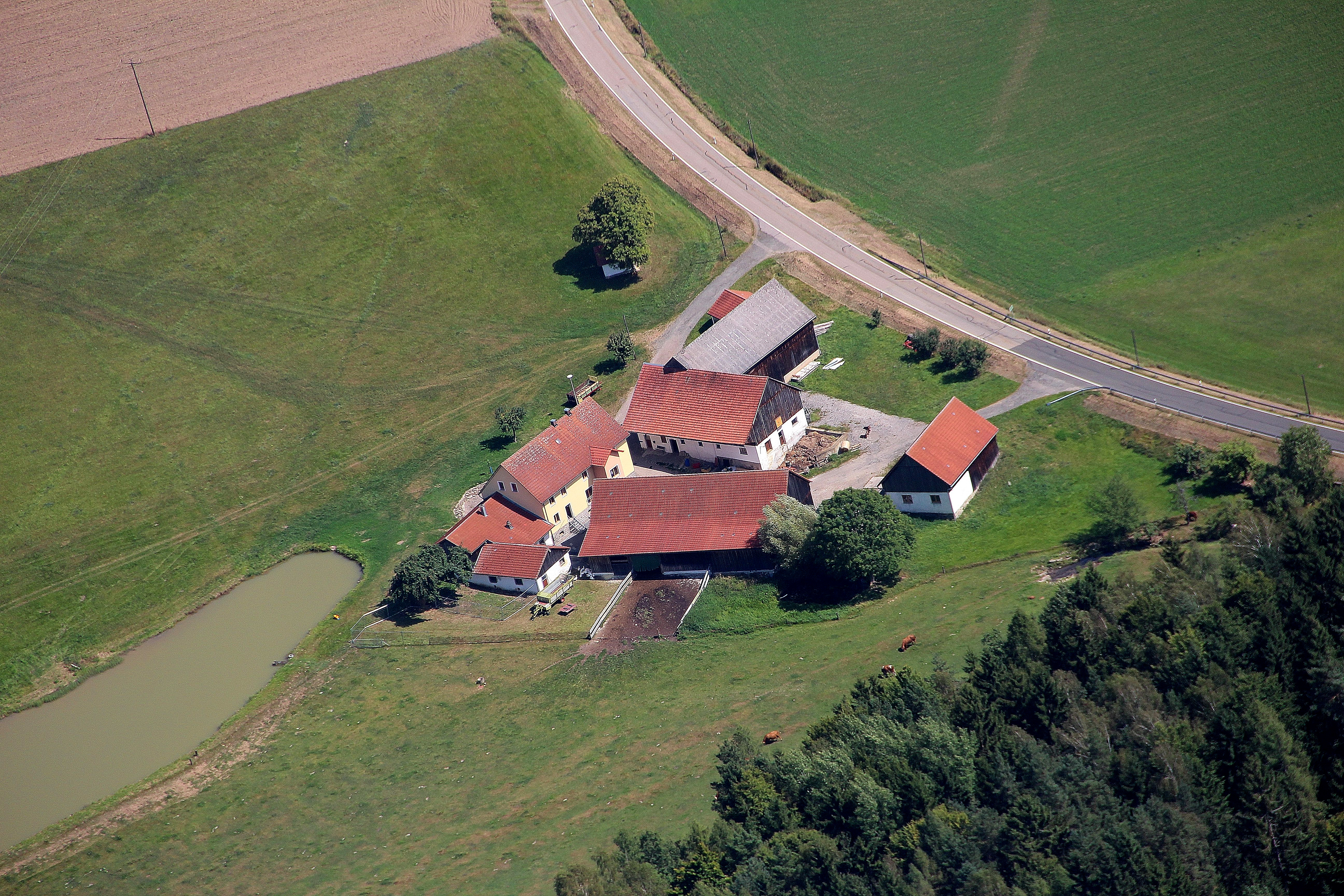
Kühriedermühle (2012)